# Classificació per equips al Tour de França
La classificació per equips al Tour de França és una de les classificacions secundàries del Tour de França i fou instaurada en l'edició de 1930. La manera de calcular-se ha anat variant al llarg dels anys. No hi ha un mallot distintiu pel líder d'aquesta classificació, sinó que s'atorguen uns dorsals sobre fons groc als ciclistes que pertanyen a l'equip líder de la classificació.

## Càlcul
Des del 2011 la classificació per equips és calculada a partir de la suma dels temps dels tres millors ciclistes de l'equip en cada etapa, sent ignorades les penalitzacions i les bonificacions. En la contrarellotge per equips l'equip pren el temps del cinquè ciclista de l'equip que creua la línia de meta o del darrer ciclista si hi ha menys de cinc ciclistes a l'equip. Si un equip queda amb menys de tres ciclistes en la cursa deixa de participar en aquesta classificació.

## Història
En les primeres edicions del Tour de França els ciclistes hi participaven de manera individual. Tot i tenir patrocinadors en comú, no se'ls permetia treballar en equip, perquè l'organitzador del Tour, Henri Desgrange, volia que el Tour de França fos una exhibició de força individual. En aquestes primeres edicions els ciclistes també podien participar-hi sense patrocinador, rebent diferents noms:
1909-1914: Isolés
1919: Categoria B
1920-1922: 2a Classe
1923-1936: Touristes-Routiers
1937: Individuals
El 1930 Henri Desgrange va renunciar a la idea que els ciclistes correguessin de manera individual i va optar per admetre la presència d'equips reals. Contrari encara a la presència d'equips comercials, els ciclistes es van agrupar per nacionalitats. Aquesta va ser la manera com es van disputar els Tours entre 1930–1961 i el 1967 i 1968. Entre 1962 i 1966 i a partir de 1969, els equips comercials van passar a formar part de la cursa.
Amb la incorporació de la classificació per equips el 1930, es va introduir un premi per a l'equip guanyador, llavors anomenat el Desafiament internacional. El 1930 la classificació es calculà sumant els temps dels tres millors ciclistes a la classificació general.
El 1961 el càlcul va canviar. La classificació per equips es va transformar en una classificació per punts, en què el millor equip de cada etapa rebia un punt, sent l'equip vencedor el que més punts rebia. Aquest sistema també va emprar el 1962, però el 1963 es tornà al càlcul per temps. Durant la dècada de 1970 aquest sistema va ser reintroduït, tot i que d'una manera diferent: després de cada etapa, tots els ciclistes rebien punts (1 pel guanyador, 2 pel segon...) i aquests se sumaven, i l'equip amb la puntuació més baixa era el guanyador de la classificació per punts per equip.

## Palmarès
| Any  | Equip        | País          |
| ---- | ------------ | ------------- |
| 1930 |              | França        |
| 1931 |              | Bèlgica       |
| 1932 |              | Itàlia        |
| 1933 |              | França        |
| 1934 |              | França        |
| 1935 |              | Bèlgica       |
| 1936 |              | Bèlgica       |
| 1937 |              | França        |
| 1938 |              | Bèlgica       |
| 1939 |              | Bèlgica B     |
| 1947 |              | Itàlia        |
| 1948 |              | Bèlgica A     |
| 1949 |              | Itàlia A      |
| 1950 |              | Bèlgica A     |
| 1951 |              | França        |
| 1952 |              | Itàlia        |
| 1953 |              | Països Baixos |
| 1954 |              | Suïssa        |
| 1955 |              | França        |
| 1956 |              | Bèlgica       |
| 1957 |              | França        |
| 1958 |              | Bèlgica       |
| 1959 |              | Bèlgica       |
| 1960 |              | França        |
| 1961 |              | França        |
| 1962 | St. Raphaël  | França        |
| 1963 | St. Raphaël  | França        |
| 1964 | Pelforth     | França        |
| 1965 | Kas          | Espanya       |
| 1966 | Kas          | Espanya       |
| 1967 |              | França        |
| 1968 |              | Espanya       |
| 1969 | Faema        | Bèlgica       |
| 1970 | Salvarani    | Itàlia        |
| 1971 | Bic          | França        |
| 1972 | Gan-Mercier  | França        |
| 1973 | Bic          | França        |
| 1974 | Kas          | Espanya       |
| 1975 | Gan-Mercier  | França        |
| 1976 | Kas          | Espanya       |
| 1977 | Ti-Raleigh   | Països Baixos |
| 1978 | Miko-Mercier | França        |

| Any  | Equip                   | Nació               |
| ---- | ----------------------- | ------------------- |
| 1979 | Renault                 | França              |
| 1980 | Miko-Mercier            | França              |
| 1981 | Peugeot                 | França              |
| 1982 | Coop-Mercier            | França              |
| 1983 | Ti-Raleigh              | Països Baixos       |
| 1984 | Renault                 | França              |
| 1985 | La Vie Claire           | França              |
| 1986 | La Vie Claire           | França              |
| 1987 | Système U               | França              |
| 1988 | PDM                     | Països Baixos       |
| 1989 | PDM                     | Països Baixos       |
| 1990 | Z                       | França              |
| 1991 | Banesto                 | Espanya             |
| 1992 | Carrera                 | Itàlia              |
| 1993 | Carrera                 | Itàlia              |
| 1994 | Festina                 | Andorra             |
| 1995 | ONCE                    | Espanya             |
| 1996 | Festina                 | França              |
| 1997 | Team Telekom            | Alemanya            |
| 1998 | Cofidis                 | França              |
| 1999 | Banesto                 | Espanya             |
| 2000 | Kelme                   | Espanya             |
| 2001 | Kelme                   | Espanya             |
| 2002 | ONCE                    | Espanya             |
| 2003 | Team CSC                | Dinamarca           |
| 2004 | T-Mobile                | Alemanya            |
| 2005 | T-Mobile                | Alemanya            |
| 2006 | T-Mobile                | Alemanya            |
| 2007 | Discovery Channel       | Estats Units        |
| 2008 | CSC Saxo Bank           | Dinamarca           |
| 2009 | Astana Qazaqstan Team   | Kazakhstan          |
| 2010 | Team RadioShack         | Estats Units        |
| 2011 | Garmin-Cervélo          | Estats Units        |
| 2012 | RadioShack-Nissan       | Luxemburg           |
| 2013 | Team Tinkoff-Saxo       | Dinamarca           |
| 2014 | AG2R-La Mondiale        | França              |
| 2015 | Movistar Team           | Espanya             |
| 2016 | Movistar Team           | Espanya             |
| 2017 | Team Sky                | Regne Unit          |
| 2018 | Movistar Team           | Espanya             |
| 2019 | Movistar Team           | Espanya             |
| 2020 | Movistar Team           | Espanya             |
| 2021 | Bahrain Victorious      | Bahrain             |
| 2022 | Ineos Grenadiers        | Regne Unit          |
| 2023 | Team Jumbo-Visma        | Països Baixos       |
| 2024 | UAE Team Emirates       | Emirats Àrabs Units |
| 2025 | Team Visma-Lease a Bike | Països Baixos       |

## Classificació per punts
Entre 1973 i 1988 es va fer també una classificació per punts per equip.
| Any  | Equip             |
| ---- | ----------------- |
| 1973 | Gan–Mercier       |
| 1974 | Gan–Mercier       |
| 1976 | Gan–Mercier       |
| 1977 | Peugeot           |
| 1978 | TI-Raleigh        |
| 1979 | Renault           |
| 1980 | TI-Raleigh        |
| 1981 | Peugeot           |
| 1982 | TI-Raleigh        |
| 1983 | TI-Raleigh        |
| 1984 | Panasonic-Raleigh |
| 1985 | La Vie Claire     |
| 1986 | Panasonic         |
| 1987 | Système U         |
| 1988 | PDM               |